# Cyclopogon proboscideus
Cyclopogon proboscideus är en orkidéart som beskrevs av Dariusz Lucjan Szlachetko. Cyclopogon proboscideus ingår i släktet Cyclopogon, och familjen orkidéer. Inga underarter finns listade i Catalogue of Life.